# Plexauridae
Plexauridae (лат.) — семейство мягких кораллов из подкласса восьмилучевых (Alcyonacea, Octocorallia). Представители этого семейства встречаются в мелководных тропических и субтропических морях. Многие виды содержат симбиотических фотосинтезирующих простейших, называемых зооксантеллами.

## Характеристики
Колонии Plexauridae ветвятся, многие из них известны как морские палочки или морские веера. Осевое ядро скелета коралла роговое, полое, склеритов не содержит. Он покрыт слоем ткани, называемой цененхимой, в которую встроены известковые склериты. Склериты у Plexauridae очень разнообразны по форме, и изучение их морфологии помогает идентифицировать разные виды. Чашечки, в которых сидят полипы, укреплены дополнительными склеритами и имеют восемь тонких разделительных стенок, называемых перегородками. Каждый из полипов имеет по восемь перистых щупалец.

## Классификация
На март 2024 в семейство включается 5 родов:
- Eunicea Lamouroux, 1816
- Muricea Lamouroux, 1821
- Plexaura Lamouroux, 1812
- Pseudoplexaura Wright & Studer, 1889
- Swiftia Duchassaing & Michelotti, 1864